# Малый Буртым
Малый Буртым — деревня в Пермском муниципальном округе Пермского края. Входит в состав Пермского муниципального округа.

## География
Деревня расположена на реке Мулянка, примерно в 7,5 км к юго-востоку от села Лобаново, где находится территориальное управление. 
Ближайшая железнодорожная станция — Мулянка, находится в 2,5 км к юго-востоку от деревни.

## Население
| 2010 |
| ---- |
| 78   |

## Топографические карты
- Лист карты O-40-77 Юг. Масштаб: 1 : 100 000. Состояние местности на 1983 год. Издание 1985 г.